# Funicolare di Catanzaro
La funicolare di Catanzaro è un impianto per trasporto persone di tipo funicolare, che collega piazza Roma, sita nel centro storico della città, con il quartiere a valle di Catanzaro Sala. La frequenza delle corse avviene ogni 15 minuti. Il tempo di percorrenza è di circa 2 minuti per le corse dirette, e 5 minuti per le corse miste.
L'impianto attualmente ha ripreso a funzionare regolarmente.

## Storia
La funicolare è stata attivata il 4 Ottobre 1998 ricostruendo la tratta a funicolare della cosiddetta "tranvia automotofunicolare", funzionante dal 1910 al 1954. Era una linea tranviaria che collegava inizialmente la stazione FS di Catanzaro Sala con piazza Indipendenza, attraversando il centro cittadino. Successivamente venne realizzata un'ulteriore tratta che collegava il quartiere Pontegrande, sito a nord della città con piazza Indipendenza. Tuttavia a causa della concorrenza della nuova tratta Catanzaro - Catanzaro Città, posta sulla linea Cosenza-Catanzaro Lido delle Ferrovie Calabro Lucane e del taglio della tratta che collegava piazza Roma a Pontegrande, il servizio declinò. Nell'ottobre del 1954 un incidente dovuto al malfunzionamento di una fune determinò la chiusura del sistema Automotofunicolare, definitivamente sostituito dal servizio di autovetture. Nell'accaduto non ci furono vittime.
Il ripristino della funicolare viene approvato dal Comune di Catanzaro nel 1992. L'opera ha beneficiato di un finanziamento di 18 miliardi di lire stanziato dalla Regione Calabria e voluto dall'allora presidente della Giunta Regionale Rosario Olivo. I lavori vennero affidati ad una ditta francese e vennero completati sei anni dopo.
La storica Funicolare di Catanzaro, ripristinata dopo quarantaquattro anni di inattività e di abbandono, è stata riaperta al pubblico esercizio il 4 ottobre 1998 con gestione affidata a Ferrovie della Calabria. Sin da subito ebbe un periodo di vero e proprio boom, arrivando a trasportare anche oltre 5.000 persone al giorno. Questo durò qualche anno, poi incuria, problemi strutturali ed idrogeologici, scelte sbagliate, politica tariffaria poco oculata e quant'altro, hanno fatto sì che il giocattolo si rompesse quasi letteralmente. Nel 2013 il problema è tornato all'attenzione dell’Amministrazione Comunale, proprietaria della struttura, che ha dimostrato concretamente di volerla riportare ai fasti degli anni passati. Nello stesso anno il Comune ha cominciato dei tavoli di confronto tra FDC e AMC s.p.a, che hanno portato al passaggio di consegne. La gestione dell'impianto da parte della Ferrovie della Calabria è terminato nel luglio del 2015, successivamente il 18 maggio 2016 l'amministrazione comunale ha affidato la gestione dell'impianto all'AMC s.p.a.
Tra il 2015 e il 2016 sono stati effettuati i lavori di automazione e videosorveglianza che hanno reso l'impianto all'avanguardia dal punto di vista tecnologico. Nell'ottobre del 2016 l'impianto ha superato con esito positivo il collaudo finale da parte dell'USTIF e la riapertura al pubblico è avvenuta il 11 novembre 2016.
Dal 22 al 24 maggio 2018 l'impianto ha subito un restyling delle vetture, in occasione del centenario dalla nascita del maestro del décollage Mimmo Rotella.
Il 4 ottobre 2018 l'impianto ha subito un'interruzione del servizio per consentire di effettuare la revisione generale che si esegue obbligatoriamente ogni 20 anni. Il 26 agosto 2019 l'USTIF ha rilasciato il nullaosta per l'esercizio e l'impianto ha riaperto nella mattinata dello stesso giorno, a seguito di una conferenza stampa nella quale sono stati spiegati brevemente i lavori effettuati durante tale revisione.

## Caratteristiche
Di seguito viene illustrato un impianto nella sua conformazione 

Tracciato a binario misto

### Tipologia dell'Impianto
La funicolare è di tipo "a binario misto", Infatti due vetture con capacità massima di 70+1 persone si alternano in salita e in discesa su un binario unico con rotaie di tipo 50 UNI, l'incrocio tra i due sensi di marcia avviene nel tratto a doppio binario compreso tra la stazione di Catanzaro e l'inizio della Galleria. Le vetture hanno una massa a vuoto di 10000 kg cadauno.

### Tracciato
La lunghezza del tracciato inclinato è di 678,37 metri con pendenza minima di 5,937°, con una pendenza massima di 26,98%, e con una pendenza media tra i c.v. del ferro di 28,14%. Il dislivello tra le stazioni è di 158,23 metri, e con uno scartamento di 950 mm. L'incrocio a metà percorso avviene lungo un tratto di sdoppiamento della via di corsa dove lo scambio è ad aghi fissi, è l'indirizzamento sul "ramo" corretto si ottiene automaticamente tramite gli assi delle vetture, che sono realizzati ruota piatta ed una a doppio bordino.

### Le Stazioni motrice, intermedia e di rinvio
La stazione motrice è posta a monte nel quartiere Piazza Roma. Presso questa stazione sono installati i motori dove scorre la fune denominata fune traente, le batterie, gli armadi di controllo, e la sala comando/regia.

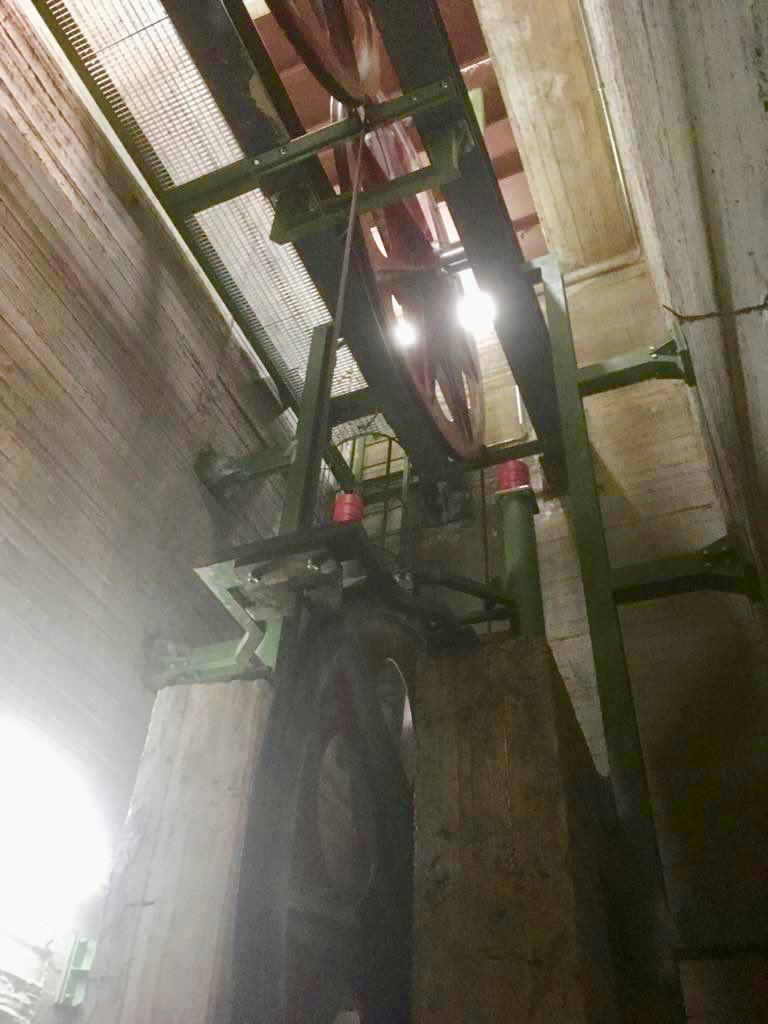
Zavorra posta sotto la biglietteria della stazione di Valle

La stazione intermedia è posta nel quartiere Piano Casa, poco prima dello scambio. La fermata non è stata realizzata durante la costruzione dell'impianto, ma solo successivamente.
La stazione di rinvio è posta a valle nel quartiere Sala. Presso questa stazione è installata la zavorra da 10600 kg, dove scorre la fune denominata Fune di Zavorra.

### Fune traente e fune di zavorra
La fune traente ha un diametro di 28 mm, realizza il movimento delle vetture lungo il tracciato. Questa fune scorre sulla puleggia motrice a tamburo, e ognuna delle sue estremità è vincolata alle vetture.
La fune di zavorra ha un diametro di 25 mm, e rappresenta la chiusura sulla parte bassa dell'anello trattivo e serve principalmente a tenere in tensione La Fune Traente.
Le funi scorrono normalmente al centro fra le rotaie, sostenute e guidate a pochi centimetri dal suolo da appositi rulli, disposti a intervalli non necessariamente regolari e opportunamente inclinati in curva.

### Trazione

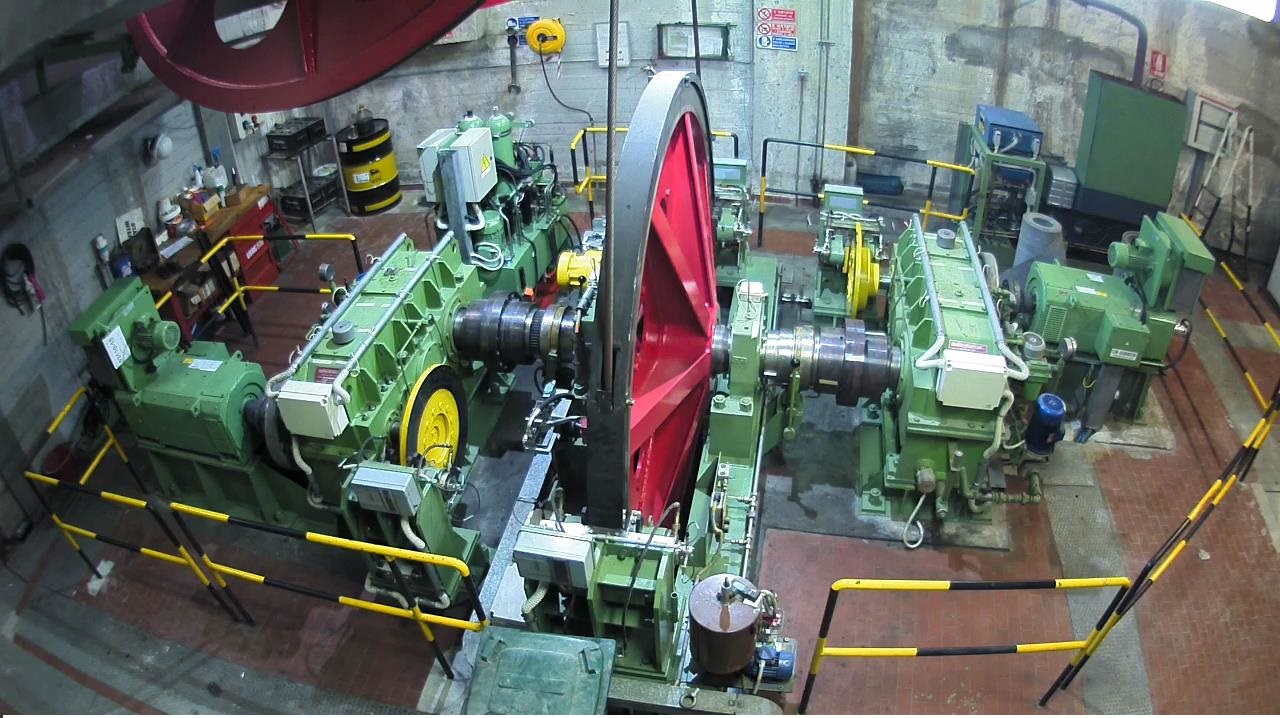
Da Sx Motore 1 - Riduttore di Giri 1 - Puleggia principale - Riduttore di Giri 2 - Motore 2. In fondo a Dx Argano di Recupero

La trazione è data da motori installati nella Stazione Motrice. L'impianto è dotato di 2 Motori Elettrici con una potenza di 220 KW - 400 Volt cadauno, è 1 Motore Diesel utilizzato come argano di recupero con una potenza di 93 KW. La velocità massima di esercizio con i motori elettrici è di 7 m/s, mentre la velocità massima dell'argano di recupero è di 1 m/s.

### Altre Caratteristiche
Il tempo minimo di corsa è di 130 secondi, le potenzialità massime con corse a cadenza al quarto d'ora, è di 560 passeggeri/ora.
In tutte le stazioni prima di accedere all'area di attesa sono presenti dei pulsanti per prenotare la fermata intermedia, che può essere usata dagli utenti interessati. In questo caso la corsa diverrà da diretta, a mista. Ogni stazione è dotata di un tornello apposito per passeggini su sedie a rotelle, e le stazioni di monte e di valle sono dotate di servo scala, che corrisponde sempre alla porta terminale del vagone. Il tratto di collegamento tra servo scala e porta terminale non ha alcun dislivello. Tutte le stazioni sono dotate di barriere di banchina, ad apertura automatica, che evitano il rischio di incidenti, in quanto i binari sono inaccessibili fino all'arrivo della vettura.

### Vetture
Nella tratta due vetture si alternano nei due sensi di marcia (salita e discesa). Ogni vettura ha una massa di 10 tonnellate, e una portata massima di 70, divise in 3 scomparti. + 1 posto di guida per il vetturino (figura non più presente a bordo a seguito dei lavori di automazione effettuati nel 2016). Le vetture sono dotate di avvisatore visivo e acustico di fermata, avvisatore acustico apertura e chiusura porta, 3 ventilatori a soffitto per ogni scompartimento, e di un citofono IP per ogni scompartimento. Il citofono IP serve per comunicare in caso di necessità con la sala comando, inoltre è dotato di un pulsante per la prenotazione della fermata intermedia (attualmente disattivato).
Le vetture sono vincolate ciascuna ad un'estremità delle 2 funi, realizzando così il cosiddetto "movimento a va e vieni".

## Interscambio
La stazione a valle è dotata di un ampio parcheggio non custodito, ed è presente un capolinea dell'autolinea AMC, dove partono i pullman diretti all'Università (ubicata nel quartiere Germaneto), ed al Cimitero monumentale (ubicato nel quartiere Stadio).
La stazione Intermedia non dispone di capolinea, ma nei pressi della stazione ci sono le fermate per aspettare i pullman urbani che transitano dal quartiere.
La stazione a monte è collegata al resto della città con corse urbane gestite anch'esse dall'AMC, che partono e transitano dalla stazione di monte sita a Piazza Roma.

## Revisioni e manutenzioni straordinarie

### Sostituzione funi
Il 29 settembre 2011 l'impianto è stato chiuso per consentire di sostituire la fune Traente e la fune di Zavorra ormai logore con funi di qualità maggiore. L'impianto è stato riaperto al pubblico 2 novembre 2011.

### Revisione quindicennale
Il 4 aprile 2012 l'impianto è stato nuovamente chiuso al pubblico, questa volta per consentire di effettuare la revisione Quindicennale. Tali lavori hanno comportato la sostituzione delle 200 batterie non più idonee ed all'espletamento dei lavori di controllo generale, i lavori sono stati effettuati dai tecnici specializzati delle ditte che hanno costruito l'impianto. Al termine dei lavori sono state effettuate verifiche e prove tecniche da parte dell'USTIF, che hanno dato esito positivo rilasciando così il nullaosta alla riapertura il 29 ottobre 2012. Inizialmente la riapertura era prevista per il 2 novembre 2012, ma la riapertura al pubblico e avvenuta il 20 novembre 2012.

### Lavori di automazione e videosorveglianza
Tra il 2015 e il 2016 sono stati effettuati i lavori di automazione e videosorveglianza:
- La E.M.B. Elettromeccanica[17] si è occupata dell'automazione delle 2 vetture e delle stazioni. L'automazione ha comportato l'installazione di un sistema di tecnologia avanzata, che ha permesso di computerizzare tutti i comandi provenienti dalle vetture, e monitorizzando continuamente il percorso e gli accessi, inoltre la diagnostica delle sicurezze e di eventuali anomalie è controllata in tempo reale dall'operatore sui quadri di comando.[18]

- La Service Red s.r.l. si è occupata dell'installazione delle telecamere, dei Citofoni IP in ogni stazione, nelle biglietterie in sala comandi, in galleria, e in tutti gli scomparti delle vetture. Le 36 telecamere, dotate di software dedicato della Bosch, con un apposito sistema d’allarme, vengono utilizzate per monitorare il percorso, le stazioni, e l'interno delle vetture[19][20]; le immagini vengono salvate in un server dedicato e contemporaneamente sono visualizzate nella sala comandi della stazione a monte, dov'è presente il pulpito dell'impianto per l'attuazione del telecontrollo[21][22]. All'interno delle vetture sono state installate delle pulsantiere per prenotare la fermata intermedia e un Citofono IP[20] per comunicare con la sala comando in caso di necessità.

Tali lavori hanno l'hanno reso all'avanguardia dal punto di vista tecnologico, è infatti la seconda funicolare in Italia a funzionamento completamente automatico facendo rientrare l’impianto nella categoria di "Unmaned Funicular", ossia Funicolari Prive di Vetturini. Tali lavori hanno consentito di ridurre l'impiego di personale con le relative spese di gestione, in quanto la figura del Vetturino non serve più.
Nell'ottobre del 2016 l'impianto ha superato con esito positivo il collaudo finale da parte dell'USTIF. La riapertura al pubblico è avvenuta il 12 novembre 2016.

### Revisione ventennale

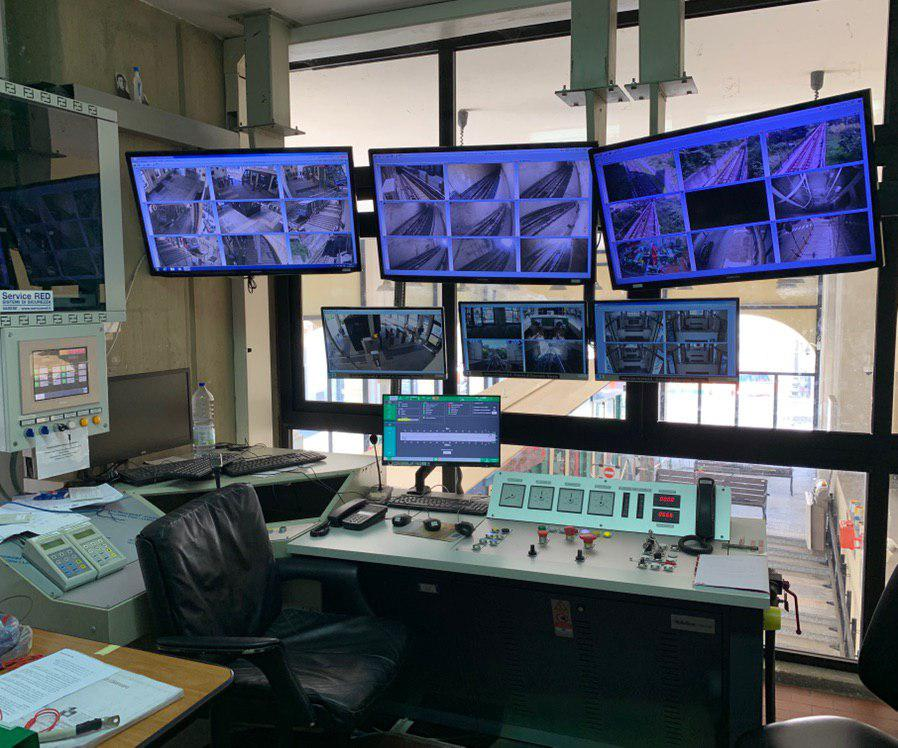
Sala Comando/Regia della Funicolare posta nella Stazione di Monte

ll 4 ottobre 2018 l'impianto ha subito un'interruzione del servizio per consentire di effettuare la revisione generale che si esegue obbligatoriamente ogni 20 anni. Il 10 gennaio 2019 sono state consegnate le nuove batterie presso l'impianto, e successivamente il 7 febbraio 2019 sono cominciati i lavori della revisione. La revisione è terminata nel mese di agosto 2019 con un notevole ritardo dovuto a problemi sopraggiunti durante la revisione stessa. Il 26 agosto 2019 l'USTIF ha rilasciato il nullaosta per l'esercizio, e l'impianto ha riaperto nella mattinata dello stesso giorno a seguito di una conferenza stampa nella quale sono stati spiegati brevemente i lavori effettuati durante la revisione ventennale.
Tali lavori hanno comportato:
- L'attuazione di Controlli non Distruttivi (CND) su tutto l'impianto da parte della Sacmif srl[23];
- la revisione meccanica idraulica ed elettromeccanica degli impianti della funicolare è stata effettuata da parte della Graffer srl[24]  che ha sostituito tutti i cuscinetti delle parti meccaniche come le pulegge, i rulli di linea ecc, e la sostituzione di tutte le tubazioni idrauliche;
- La sostituzione dei quadri elettrici ed elettronici, del pulpito di comando, l'aggiornamento elettronico dei quadri Caricabatterie e Chopper, e la sostituzione del sistema di sicurezza EAG[25] con il nuovo Cisom di Sysag, effettuati dalla Nidec Asi
- La fornitura e l'installazione di 200 batterie, effettuata dalla Hoppecke[26]
- I carotaggi in galleria e nelle stazioni per verificare la resistenza strutturale, effettuati dalla NGT-TEST srl[27].

Nei giorni 23 e 24 agosto 2019, sono state effettuate verifiche e prove tecniche da parte dell'USTIF, che hanno dato esito positivo rilasciando così il nullaosta in data 26 agosto 2019, data nella quale è avvenuta la riapertura al pubblico.

## Altre Immagini

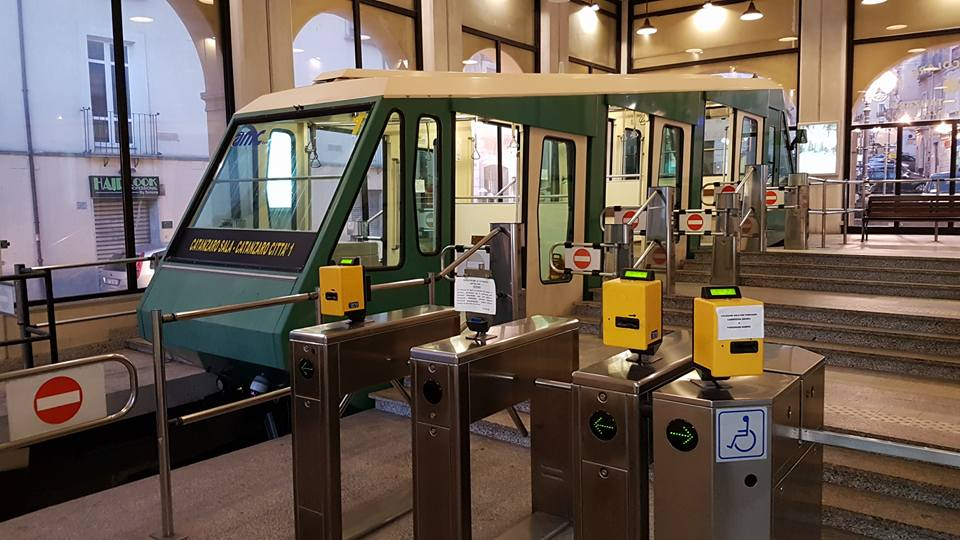
Vettura ferma nella Stazione di Monte
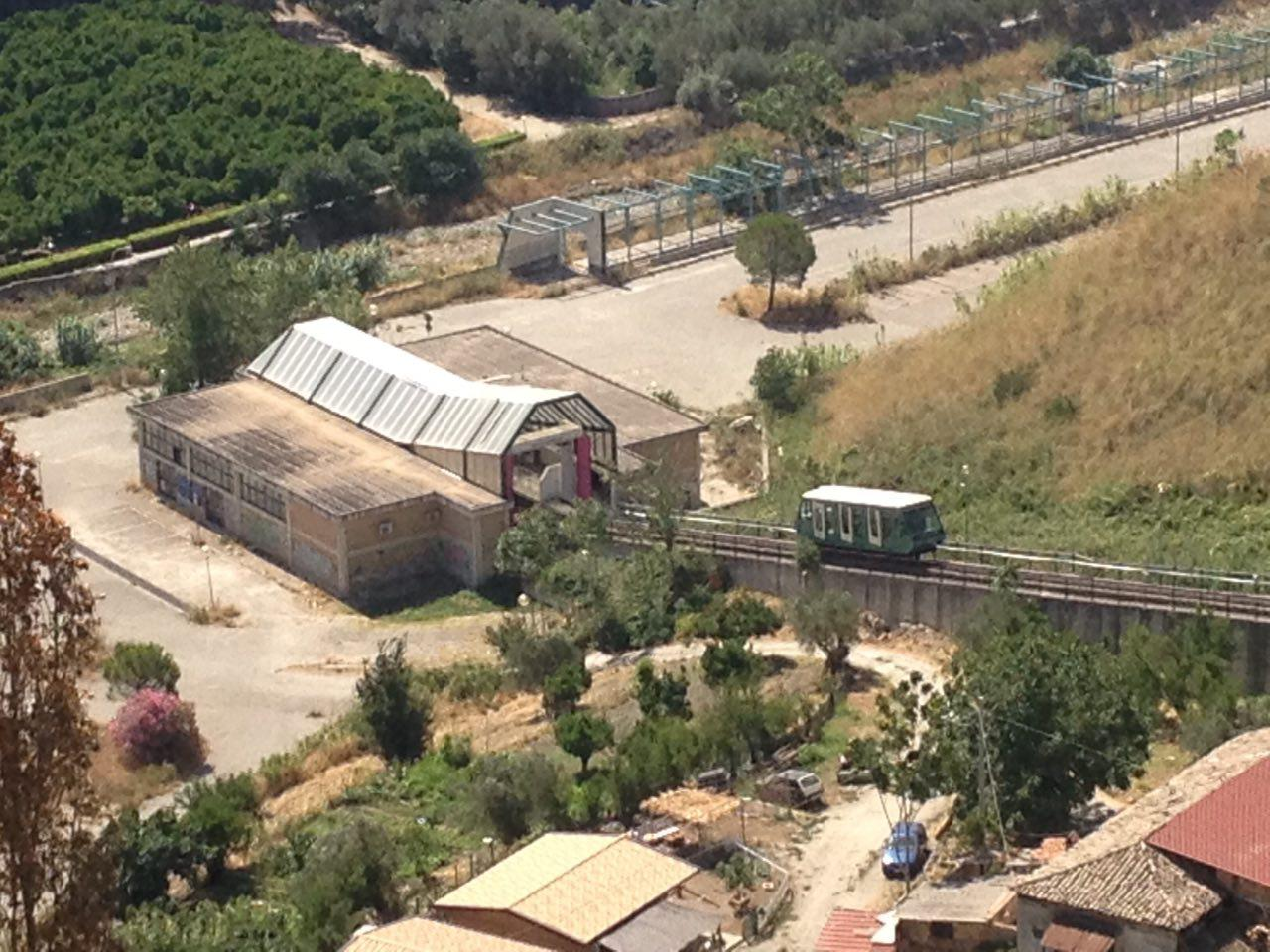
Stazione di Valle vista dal quartiere Stratò
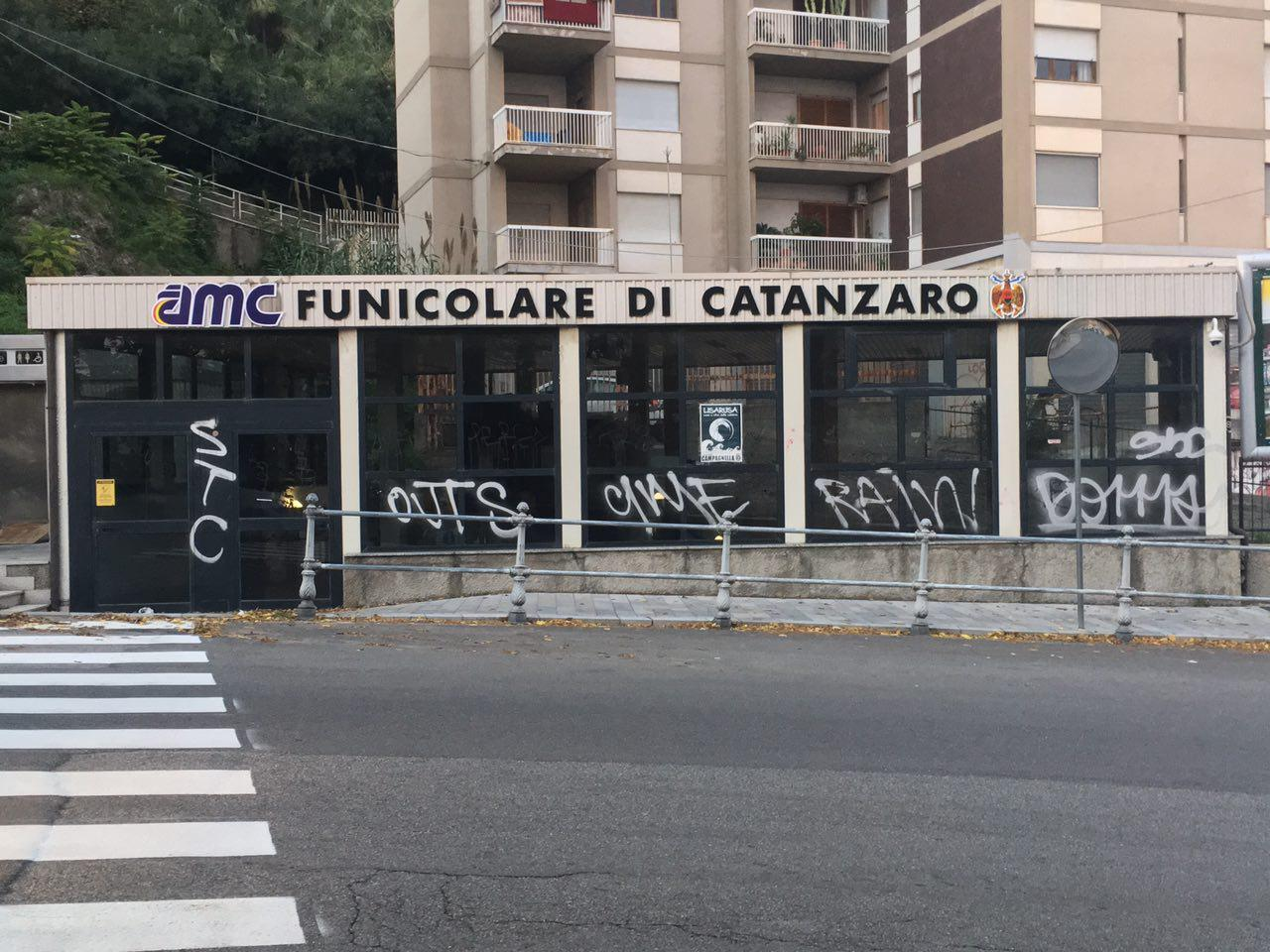
Stazione Piano Casa
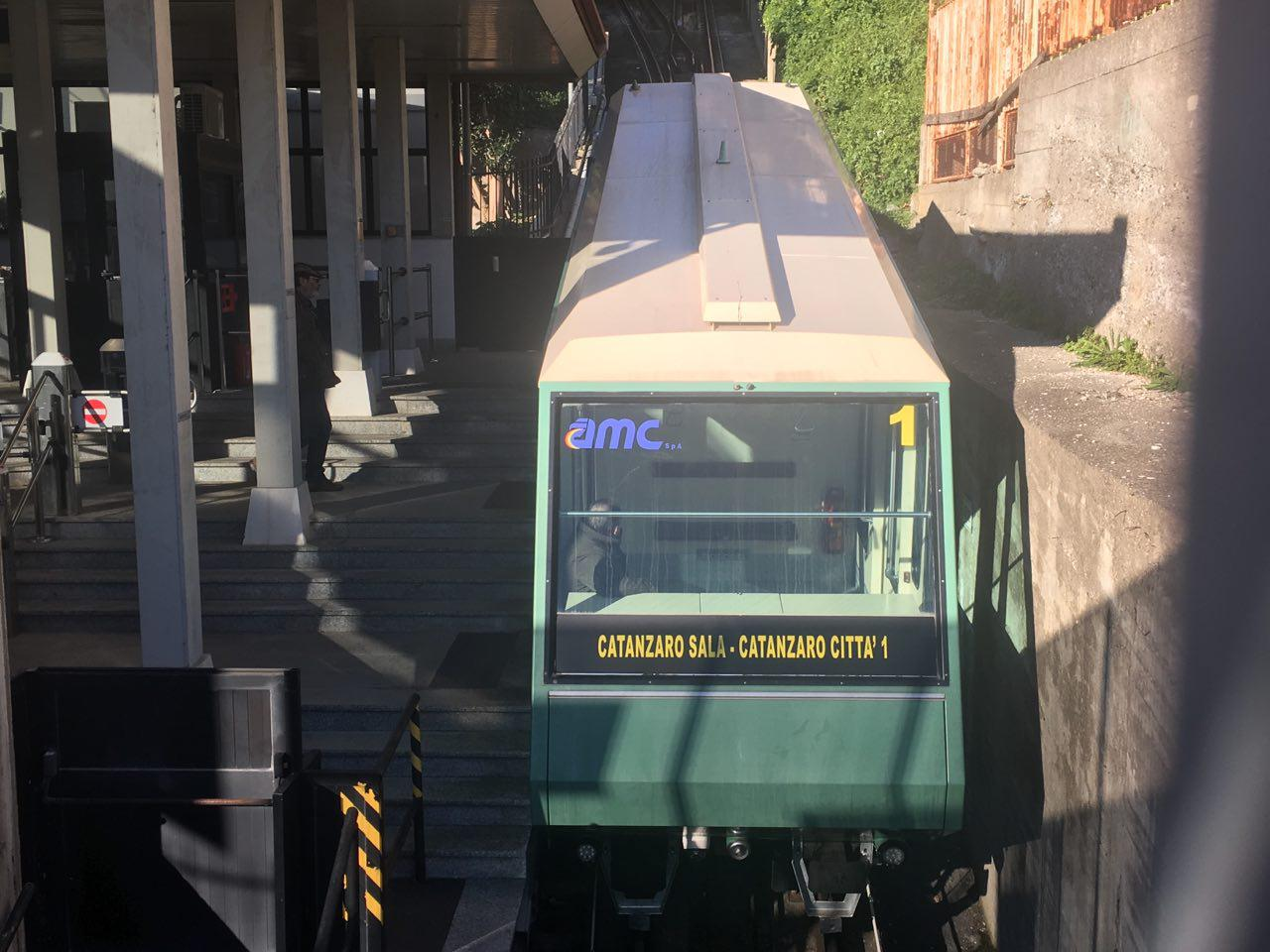
Vettura 1 ferma alla Stazione Intermedia
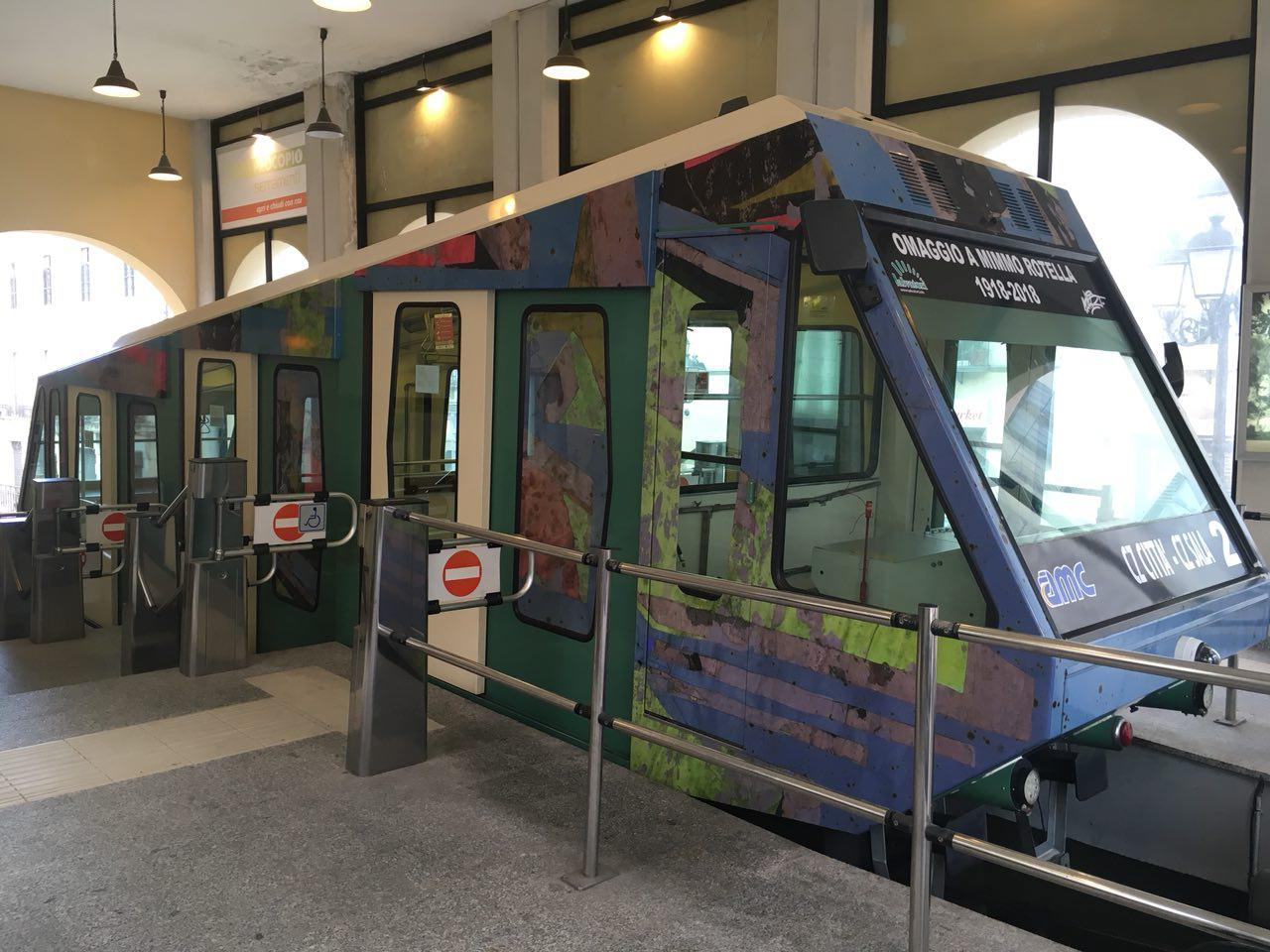
Restyling delle vetture in occasione del centenario dalla nascita del Maestro del décollage Mimmo Rotella.
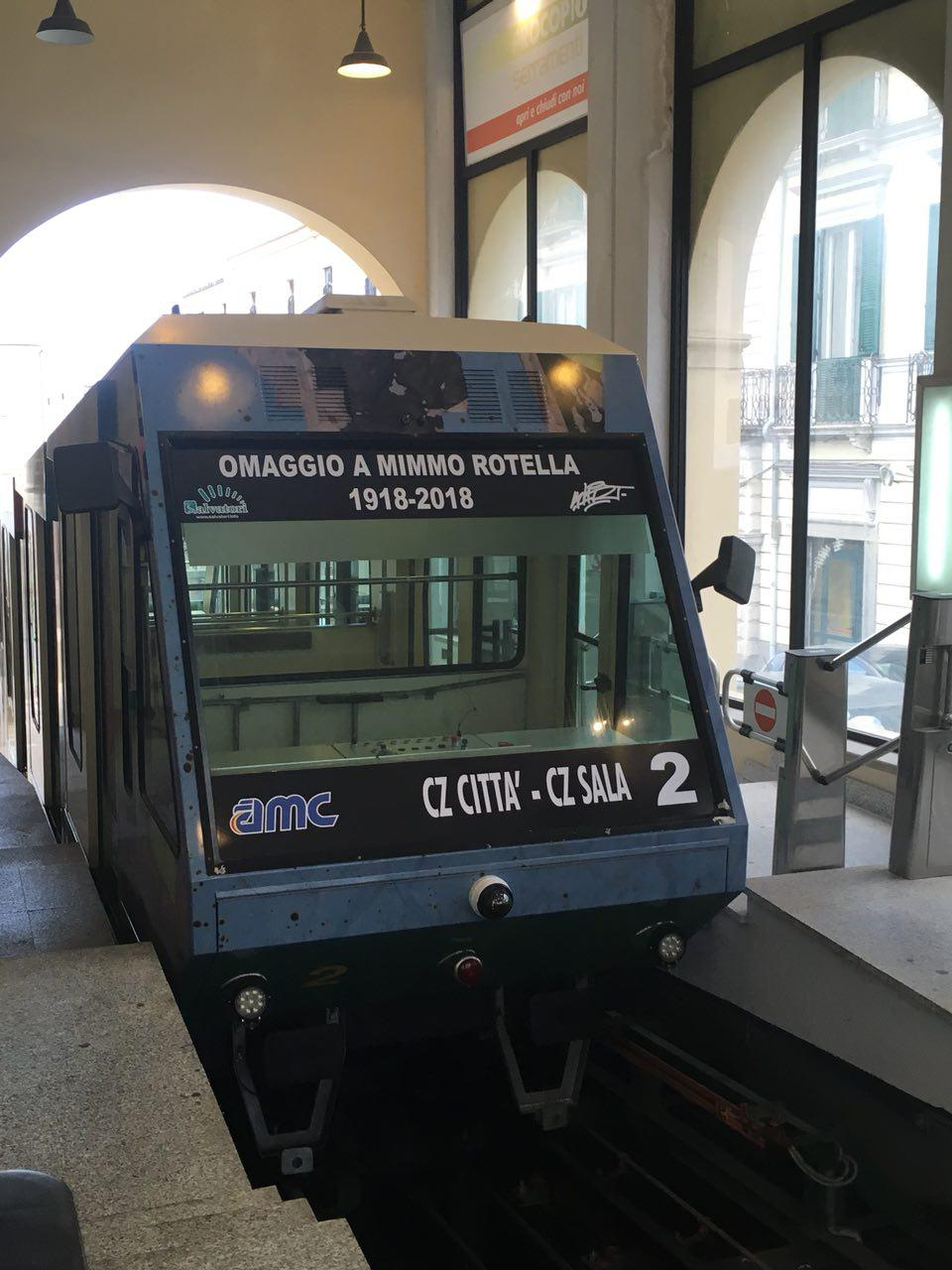
Restyling delle vetture in occasione del centenario dalla nascita del Maestro del décollage Mimmo Rotella.
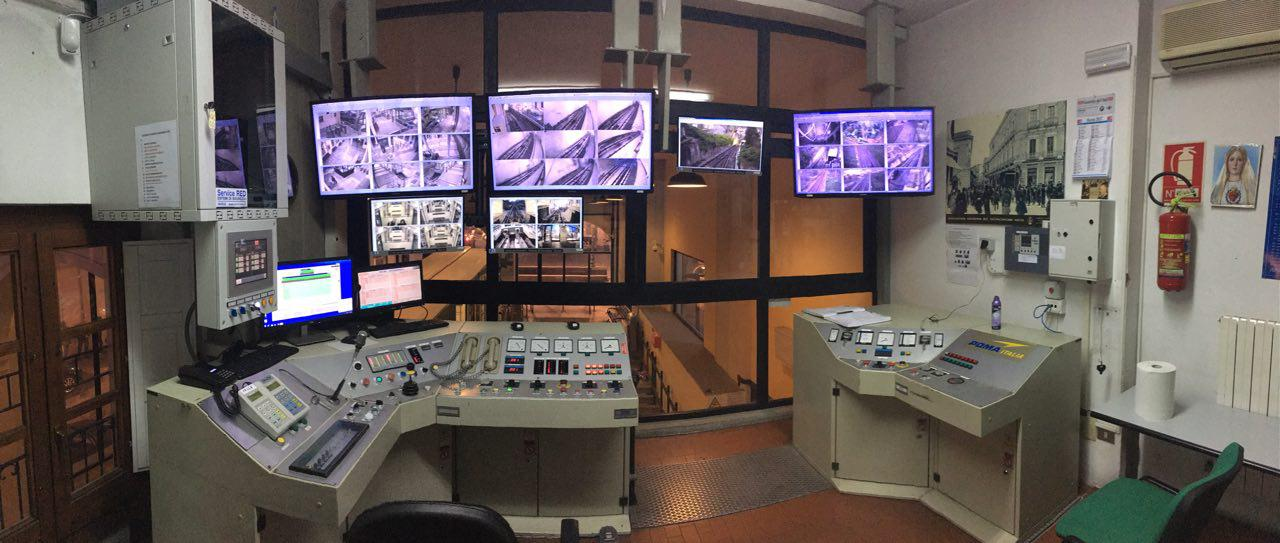
Vecchia Sala Comando
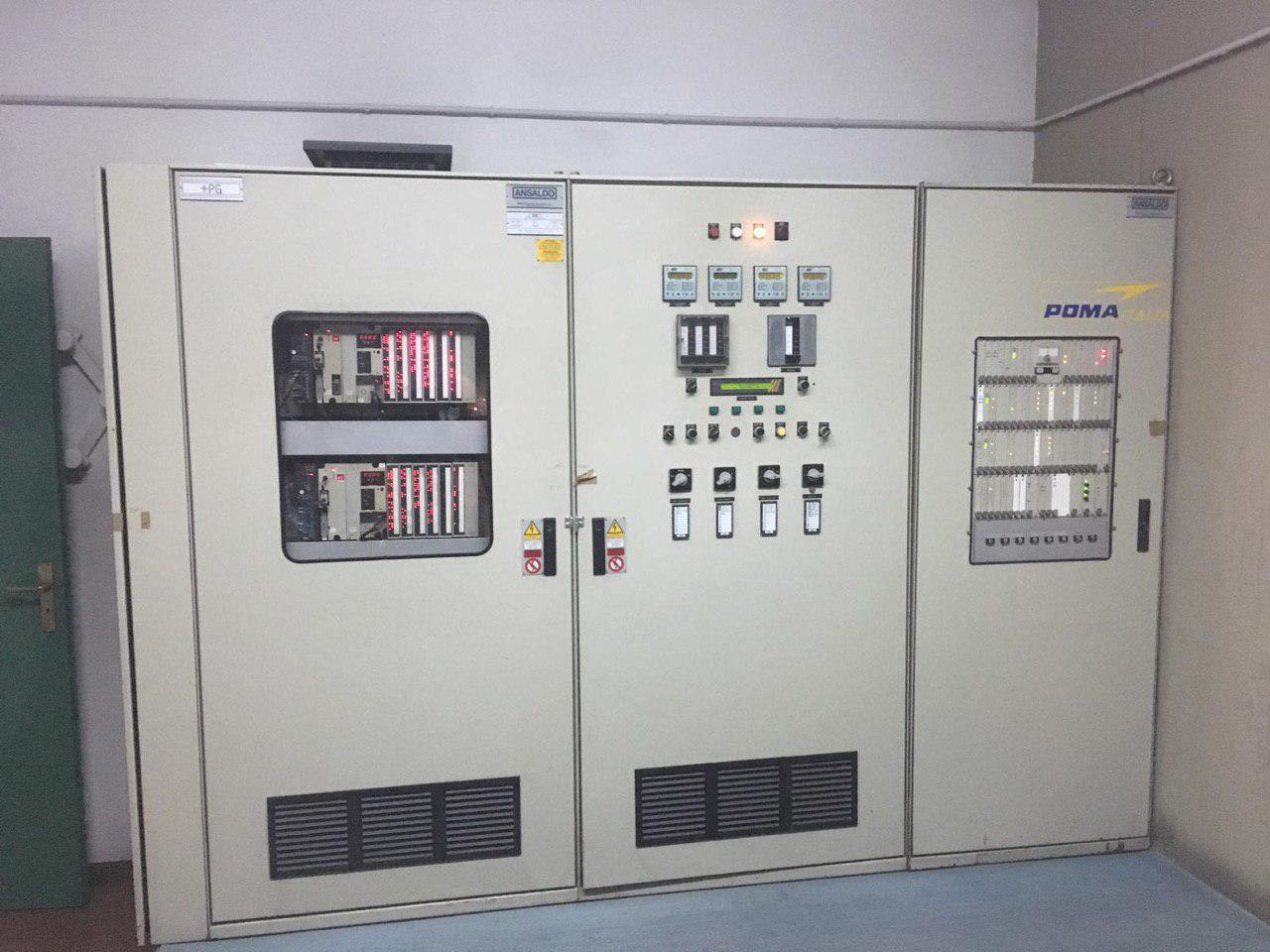
Vecchio Quadro di Comando Funicolare Catanzaro
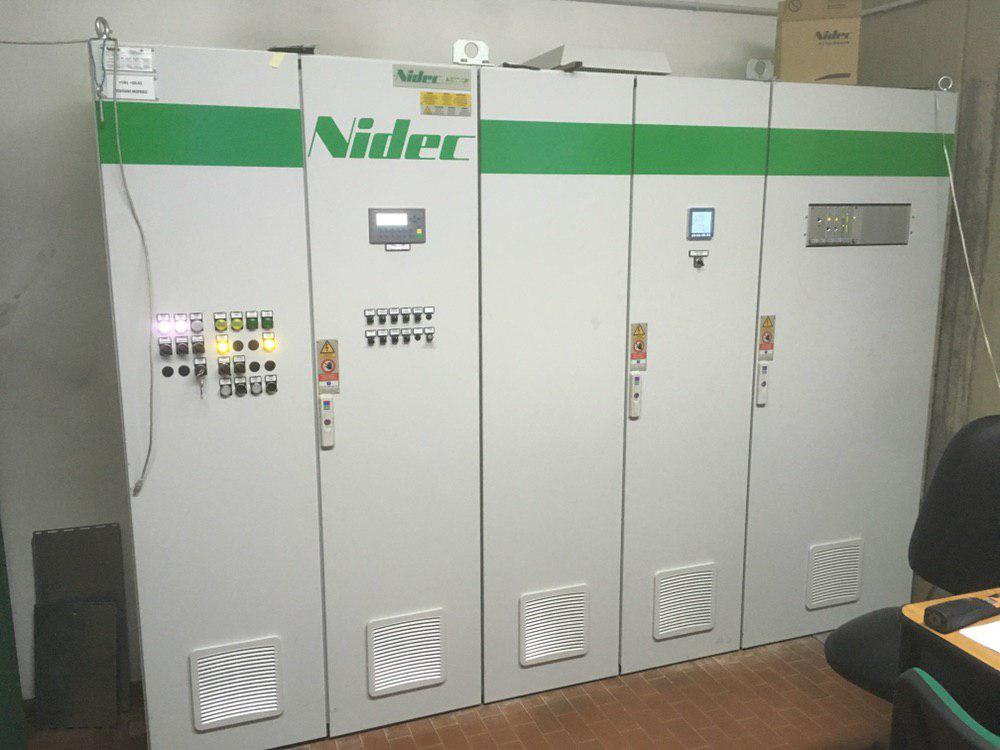
Nuovo Quadro di Comando